# Coupe du monde de BMX 2019
Navigation
2018 2020
La 17e édition de la coupe du monde de BMX (racing) a lieu du 27 avril au 29 septembre 2019. Cette année, cinq villes étapes organisent chacune deux épreuves consécutivement.

## Hommes élites

### Résultats
| #   | Lieu                      | Date         | Vainqueur      | Deuxième      | Troisième         | Leader du classement général |
| --- | ------------------------- | ------------ | -------------- | ------------- | ----------------- | ---------------------------- |
| 1.  | Manchester                | 27 avril     | Joris Daudet   | Sylvain André | Jérémy Rencurel   | Joris Daudet                 |
| 2.  | Manchester                | 28 avril     | Kye Whyte      | Niek Kimmann  | Diego Arboleda    | Joris Daudet                 |
| 3.  | Papendal                  | 11 mai       | Niek Kimmann   | Alfredo Campo | Jérémy Rencurel   | Niek Kimmann                 |
| 4.  | Papendal                  | 12 mai       | Niek Kimmann   | Joris Daudet  | Sylvain André     | Niek Kimmann                 |
| 5.  | Saint-Quentin-en-Yvelines | 8 juin       | Niek Kimmann   | Alfredo Campo | Joris Daudet      | Niek Kimmann                 |
| 6.  | Saint-Quentin-en-Yvelines | 9 juin       | Niek Kimmann   | Joris Daudet  | David Graf        | Niek Kimmann                 |
| 7.  | Rock Hill                 | 14 septembre | Corben Sharrah | Connor Fields | Izaac Kennedy     | Niek Kimmann                 |
| 8.  | Rock Hill                 | 15 septembre | Niek Kimmann   | Alfredo Campo | Dave van der Burg | Niek Kimmann                 |
| 9.  | Santiago del Estero       | 28 septembre | Gonzalo Molina | Alfredo Campo | Romain Mahieu     | Niek Kimmann                 |
| 10. | Santiago del Estero       | 29 septembre | Niek Kimmann   | David Graf    | Gonzalo Molina    | Niek Kimmann                 |

### Classement général
| Pos | Coureur         | Pays       | Total |
| --- | --------------- | ---------- | ----- |
| 1   | Niek Kimmann    | Pays-Bas   | 1 180 |
| 2   | Alfredo Campo   | Équateur   | 0890  |
| 3   | David Graf      | Suisse     | 0820  |
| 4   | Jérémy Rencurel | France     | 0735  |
| 5   | Sylvain André   | France     | 0709  |
| 6   | Romain Mahieu   | France     | 0695  |
| 7   | Joris Daudet    | France     | 0680  |
| 8   | Gonzalo Molina  | Argentine  | 0660  |
| 9   | Corben Sharrah  | États-Unis | 0645  |
| 10  | Kai Sakakibara  | Australie  | 0545  |

## Femmes élites

### Résultats
| #   | Lieu                      | Date         | Vainqueur          | Deuxième         | Troisième          | Leader du classement général |
| --- | ------------------------- | ------------ | ------------------ | ---------------- | ------------------ | ---------------------------- |
| 1.  | Manchester                | 27 avril     | Simone Christensen | Judy Baauw       | Merle van Benthem  | Simone Christensen           |
| 2.  | Manchester                | 28 avril     | Manon Valentino    | Natalia Afremova | Ruby Huisman       | Manon Valentino              |
| 3.  | Papendal                  | 11 mai       | Judy Baauw         | Alise Willoughby | Laura Smulders     | Judy Baauw                   |
| 4.  | Papendal                  | 12 mai       | Laura Smulders     | Alise Willoughby | Felicia Stancil    | Judy Baauw                   |
| 5.  | Saint-Quentin-en-Yvelines | 8 juin       | Laura Smulders     | Alise Willoughby | Simone Christensen | Alise Willoughby             |
| 6.  | Saint-Quentin-en-Yvelines | 9 juin       | Manon Valentino    | Laura Smulders   | Alise Willoughby   | Laura Smulders               |
| 7.  | Rock Hill                 | 14 septembre | Laura Smulders     | Natalia Afremova | Alise Willoughby   | Laura Smulders               |
| 8.  | Rock Hill                 | 15 septembre | Laura Smulders     | Alise Willoughby | Natalia Afremova   | Laura Smulders               |
| 9.  | Santiago del Estero       | 28 septembre | Laura Smulders     | Natalia Afremova | Felicia Stancil    | Laura Smulders               |
| 10. | Santiago del Estero       | 29 septembre | Laura Smulders     | Natalia Afremova | Felicia Stancil    | Laura Smulders               |

### Classement général
| Pos | Coureuse           | Pays       | Total |
| --- | ------------------ | ---------- | ----- |
| 1   | Laura Smulders     | Pays-Bas   | 1 270 |
| 2   | Felicia Stancil    | États-Unis | 0925  |
| 3   | Alise Willoughby   | États-Unis | 0910  |
| 4   | Natalia Afremova   | Russie     | 0890  |
| 5   | Manon Valentino    | France     | 0850  |
| 6   | Simone Christensen | Danemark   | 0840  |
| 7   | Judy Baauw         | Pays-Bas   | 0725  |
| 8   | Saya Sakakibara    | Australie  | 0655  |
| 9   | Mariana Pajón      | Colombie   | 0600  |
| 10  | Lauren Reynolds    | Australie  | 0595  |